# Voltampère
Le voltampère (abrégé en VA) est une unité de mesure de la puissance électrique apparente.
Le kilovoltampère (kVA) est une unité de puissance (typiquement la puissance que peut délivrer un compteur d'une installation domestique), à ne pas confondre avec le kilowatt-heure (kWh) qui est une mesure de la consommation électrique.

## Éléments de définition
La puissance apparente est la somme vectorielle de la puissance active (mesurée en watts (W)) et de la puissance réactive (mesurée en voltampères réactifs (VAr)) d'un circuit.
En électricité, les courants électriques alternatifs ne délivrent une puissance réelle que si le courant (en ampères) qui circule dans le circuit va dans le sens dans lequel il est « poussé » par la tension (en volts). Un dispositif qui « pousse » le courant dans le circuit est un générateur, alors qu'un dispositif qui le « freine » en y opposant une résistance est un récepteur.
Certains composants tels que les condensateurs et les bobines n'opposent pas une résistance mais une réactance au courant électrique, ce qui signifie qu'ils réagissent aux régimes alternatifs, en absorbant de l'énergie à certains moments et en la restituant l'instant d'après, ce qui fait que le circuit subit la contrainte de devoir transmettre réellement la puissance apparente, qui sans transmettre de puissance réelle, va malgré tout occasionner des pertes d'énergie qui vont faire chauffer inutilement les équipements de production et de transport de l'électricité (ainsi que lesdits composants, lesquels n'étant pas parfaits ont toujours un terme résistif occasionnant des pertes par effet Joule).
On utilise le voltampère pour dimensionner les équipements indépendamment de la puissance réelle qui peut être beaucoup plus faible si un consommateur a un très mauvais facteur de puissance (cosinus-phi). Le facteur de puissance est le rapport entre la puissance réelle et la puissance apparente, et, dans les installations (industrielles) de forte puissance (généralement de gros moteurs électriques), il est nécessaire de le réduire au minimum en compensant le déphasage inductif par exemple par un déphasage capacitif ou l'inverse si le consommateur est capacitif.
On utilise également les multiples kVA (kilovoltampère) et MVA (mégavoltampère) pour les petites (groupe électrogène) et grandes (centrale électrique) installations.
Pour convertir : 1 [VA] = 1 [V] × 1 [A]

## Lien entre voltampère et watt
Le watt mesure la puissance réelle consommée, par exemple une ampoule. Mais la puissance apparente (la puissance « nécessaire ») peut être plus importante du fait de la présence d'inductances ou de capacitances dans le circuit électrique.
La puissance réelle (W) est liée à la puissance apparente (VA) par un rapport appelé facteur de puissance (FP) compris entre 0 et 1.
{\displaystyle W=VA\times FP}
Pour certains équipements comme des onduleurs récents le FP peut être égal à 1. Dans ce cas 1 VA = 1 W.
À l'inverse un appareil d'un facteur de puissance de 0,7 aura besoin pour 1 W de 1,4 VA.